# 紀元前723年
紀元前723年（きげんぜん723ねん）は、西暦（ローマ暦）による年。紀元前1世紀の共和政ローマ末期以降の古代ローマにおいては、ローマ建国紀元31年として知られていた。紀年法として西暦（キリスト紀元）がヨーロッパで広く普及した中世時代初期以降、この年は紀元前723年と表記されるのが一般的となった。

## 他の紀年法
- 干支 : 戊午
- 中国
  - 周 - 平王48年
  - 魯 - 恵公46年
  - 斉 - 釐公8年
  - 晋 - 鄂侯元年
  - 秦 - 文公43年
  - 楚 - 武王18年
  - 宋 - 穆公6年
  - 衛 - 桓公12年
  - 陳 - 桓公22年
  - 蔡 - 宣侯27年
  - 曹 - 桓公34年
  - 鄭 - 荘公21年
  - 燕 - 繆侯6年
- 朝鮮
  - 檀紀1611年
- ユダヤ暦 : 3038年 - 3039年

## できごと

### 中国
- 魯の恵公が死去し、太子の允が幼少だったため、庶兄の隠公が立って摂政した。

## 死去
- 魯の恵公